# Prullans
Prullans est une commune de la comarque de Basse-Cerdagne dans la province de Lérida en Catalogne (Espagne).

## Géographie
Commune située dans les Pyrénées en Cerdagne.